# 春山泰雄
春山 泰雄（はるやま やすお、1906年4月4日 - 1987年6月17日）は、東京都出身の会社役員、新聞記者、サッカー選手である。

## 人物
東京高等師範学校附属中学校（現・筑波大学附属中学校・高等学校）を経て、旧制水戸高校に入学。在学中の1927年に開催された第8回極東選手権大会のサッカー日本代表にセンターフォワードとして選出され、8月27日の中華民国代表戦で初出場した。なお、同大会の日本代表は早大WMWを母体に構成されていたが、水戸高校の春山と近藤台五郎は「関係者」として国内予選時より早大WMWに参加していた。
水戸高校を卒業後は東京帝国大学に入学し、ア式蹴球部に入部。竹腰重丸、竹内悌三、手島志郎らと東大黄金時代を築いた。また、在学中の1930年5月に開催された第9回極東選手権大会の日本代表に左ウイングとして選出されて、全2試合に出場した。1931年に東京帝国大学経済学部を卒業した。
1946年に日刊スポーツ新聞社に入社。編集局次長、編集局長代理を経て、1952年11月に同社の取締役（兼編集局長）に就任した。その後も販売担当、業務局長などを歴任。日刊スポーツ出版社の代表取締役も務めた。
1987年6月17日、東京都豊島区で消化管出血により死去した。

## 略歴・所属クラブ
- 1919年 - 東京高等師範学校附属小学校（現・筑波大学附属小学校）卒業
- 1924年 - 東京高等師範学校附属中学校（現・筑波大学附属中学校・高等学校）卒業

附属中の同級生には、西園寺公一（元参議院議員）、朱牟田夏雄（東京大学名誉教授）などがいた。
- 水戸高校
- 1931年 - 東京帝国大学卒業

## 代表歴

### 出場大会
- 1927年 第8回極東選手権
- 1930年 第9回極東選手権

### 試合数
- 国際Aマッチ:4試合0得点 1927-1930

| 日本代表 | 国際Aマッチ | 国際Aマッチ | その他 | その他 | 期間通算 | 期間通算 |
| 年       | 出場        | 得点        | 出場   | 得点   | 出場     | 得点     |
| -------- | ----------- | ----------- | ------ | ------ | -------- | -------- |
| 1927     | 2           | 0           | 0      | 0      | 2        | 0        |
| 1928     | 0           | 0           | 0      | 0      | 0        | 0        |
| 1929     | 0           | 0           | 0      | 0      | 0        | 0        |
| 1930     | 2           | 0           | 0      | 0      | 2        | 0        |
| 通算     | 4           | 0           | 0      | 0      | 4        | 0        |

### 出場
| No. | 開催日         | 開催都市 | スタジアム         | 対戦相手   | 結果 | 監督     | 大会       |
| --- | -------------- | -------- | ------------------ | ---------- | ---- | -------- | ---------- |
| 1.  | 1927年08月27日 | 上海     |                    | 中華民国   | ●1-5 |          | 極東選手権 |
| 2.  | 1927年08月29日 | 上海     |                    | フィリピン | ○2-1 |          | 極東選手権 |
| 3.  | 1930年05月25日 | 東京都   | 明治神宮外苑競技場 | フィリピン | ○7-2 | 鈴木重義 | 極東選手権 |
| 4.  | 1930年05月29日 | 東京都   | 明治神宮外苑競技場 | 中華民国   | △3-3 | 鈴木重義 | 極東選手権 |